# Mölnlycke Marin
Mölnlycke Marin AB var en svensk tillverkare av båtar i glasfiberarmerad plast, främst segelbåtar.
Båttillbehörsföretaget Pelle Pettersson AB, som grundats på 1960-talet av Stellan Westerdahl och Pelle Pettersson, började 1971 att utveckla båtar, ritade av Pelle Pettersson. Det började med den 7,7-meter långa familjebåten Maxi 77, som byggdes från 1972 av det av Rune Johansson ägda Erje Produkter AB i Mariestad. 
Mölnlycke AB grundade Mölnlycke Marin på 1970-talet. Företaget legotillverkade skrov och plastdetaljer till Albin Marin och köpte 1973 Erje Produkter. 
År 1974 köpte Mölnlycke Marin också Pelle Pettersson AB. Från 1974 ingick de två samarbetande företagen i Mölnlyckes båtdivision: Mölnlycke Marin AB som tillverkade och sålde båtar samt Pelle Pettersson AB, som ritade dem. Mölnlycke Marin tillverkade, utöver Maxi 77, bland andra Maxi 87 och Maxi 95 och andra segelbåtar i Maxi-serien. Som mest tillverkades åren runt 1976–1977 årligen 1.800 Maxi-båtar av olika storlekar. Mölnlycke Marin hade då båttillverkning i Lysekil, Åmål och Lugnås utanför Mariestad. Segel legotillverkades av en AMS-fabrik i Slite.

## Fiskebåtar i Afrika
Pelle Pettersson AB ritade en 8,5 meters fiskebåt med en Volvo Penta inombordsmotor, som ingick i svenskt utvecklingsbistånd till fiskesektorn i Angola under 1970-talet. 50 båtar tillverkades i Lysekil och levererades till angolanska fiskarekooperativ.
Företaget genomförde också en rehabilitering av en svenskfinansierad fabrik för tillverkning av fiskebåtar i plast vid flygplatsen i Mogadishu i Somalia 1982–omkring 1987. Vid denna tillverkades också den 8,5 metes fiskebåt som Pelle Pettersson hade ritat för Angola, i en lätt modifierad form. Projektet, som också innefattade drift av företaget, finansierades av SIDA. Fabriken förstördes i början av 1990-talet under det somaliska inbördeskriget vid inbördes väpnade strider vid flygplatsen.